# Piantedo
Piantedo é uma comuna italiana da região da Lombardia, província de Sondrio, com cerca de 1.188 habitantes. Estende-se por uma área de 6 km², tendo uma densidade populacional de 198 hab/km². Faz fronteira com Colico (LC), Delebio, Dubino, Gera Lario (CO), Pagnona (LC).

## Demografia
| Variação demográfica do município entre 1861 e 2011                               |
|                                                                                   |
| Fonte: Istituto Nazionale di Statistica (ISTAT) - Elaboração gráfica da Wikipedia |